# Edward M. Irwin

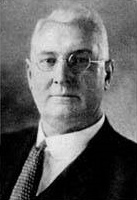
Edward M. Irwin

Edward Michael Irwin (* 14. April 1869 bei Leasburg, Crawford County, Missouri; † 30. Januar 1933 in Belleville,  Illinois) war ein US-amerikanischer Politiker. Zwischen 1925 und 1931 vertrat er den Bundesstaat Illinois im US-Repräsentantenhaus.

## Leben
Edward Irwin besuchte die öffentlichen Schulen seiner Heimat und unterrichtete danach für einige Zeit in Leasburg als Lehrer. Anschließend studierte er an der University of Missouri in Columbia. Nach einem Medizinstudium am Missouri Medical College in St. Louis und seiner 1892 erfolgten Zulassung als Arzt begann er zunächst in New Athens (Illinois) und dann ab 1903 in Belleville in diesem Beruf zu arbeiten. Zwischen 1904 und 1908 war er Leichenbeschauer im St. Clair County. Im Jahr 1910 wurde er Präsident der Belleville Bank & Trust Co. Gleichzeitig schlug er als Mitglied der Republikanischen Partei eine politische Laufbahn ein. Von 1898 bis 1924 war Irwin Bezirksvorsitzender der Republikaner im St. Clair County. Im Juni 1920 nahm er als Delegierter an der Republican National Convention in Chicago teil, auf der Warren G. Harding als Präsidentschaftskandidat nominiert wurde.
Bei den Kongresswahlen des Jahres 1924 wurde Irwin im 22. Wahlbezirk von Illinois in das US-Repräsentantenhaus in Washington, D.C. gewählt, wo er am 4. März 1925 die Nachfolge von Edward E. Miller antrat. Nach zwei Wiederwahlen konnte er bis zum 3. März 1931 drei Legislaturperioden im Kongress absolvieren. Seit 1929 war er Vorsitzender des Committee on Claims. Im Jahr 1930 wurde Edward Irwin nicht wiedergewählt. Nach seiner Zeit im US-Repräsentantenhaus praktizierte er wieder als Arzt. Er starb am 30. Januar 1933 in Belleville.